# XXVII Conferencia de Presidentes
La XXVII Conferencia de Presidentes se celebró el 13 de diciembre de 2024 en el palacio de la Magdalena de Santander (Cantabria). Estuvo presidida por el presidente del Gobierno, Pedro Sánchez, y contó con la asistencia del rey Felipe VI. Acudieron todos los presidentes autonómicos, excepto el de Melilla, Juan José Imbroda, que fue sustituido por su vicepresidente primero.

## Contexto
La cita fue la primera reunión presencial del foro en casi tres años, desde la celebrada en marzo de 2022 en La Palma. Coincidió además con el 20.º aniversario de la creación de la Conferencia de Presidentes en 2004. El encuentro fue convocado oficialmente el 20 de noviembre, y la agenda se pactó en una reunión preparatoria previa celebrada a petición de varias comunidades autónomas.

## Temas tratados

### Vivienda
Pedro Sánchez propuso un acuerdo político para alcanzar un parque público de vivienda “permanente e irreversible”, con el objetivo de equiparar a España con otros países europeos. El Gobierno también anunció la reforma de la Ley del Suelo y defendió la aplicación de la Ley de Vivienda como herramienta eficaz para contener los precios y garantizar el acceso.

### Financiación autonómica
Se abordó la condonación de deuda autonómica, como la pactada con Esquerra Republicana de Catalunya en el contexto de la investidura, lo que suscitó críticas de varios presidentes. El Gobierno anunció un Consejo de Política Fiscal y Financiera para enero de 2025, pero no se logró consenso sobre un nuevo modelo de financiación autonómica.

### Inmigración
El presidente de Canarias, Fernando Clavijo, pidió un acuerdo para la redistribución de menores migrantes no acompañados. Euskadi y otros territorios respaldaron un sistema de reparto basado en cinco indicadores. La presidenta de Cantabria, María José Sáenz de Buruaga, solicitó una política estatal coordinada con Europa y más recursos.

### Sanidad
Se discutió la escasez de personal sanitario. El Ejecutivo propuso agilizar la homologación de títulos extranjeros, pero varias comunidades criticaron que estas medidas no ofrecen soluciones a corto plazo. Algunas reclamaron además financiación adicional.

## Desarrollo de la conferencia
La jornada comenzó con un desayuno con el rey Felipe VI, seguido de las intervenciones de Pedro Sánchez y la presidenta anfitriona. El debate se prolongó cinco horas. La ministra de Política Territorial, Ángel Víctor Torres, destacó el tono constructivo pese a la ausencia de acuerdos.

## Valoraciones
El Gobierno calificó la cita de “exitosa” por celebrarse con normalidad institucional y reactivar el diálogo entre niveles de la administración.
Sin embargo, varios líderes autonómicos, especialmente del Partido Popular, expresaron su decepción. La presidenta de Cantabria denunció que el Gobierno no ofreció ninguna base para acuerdos reales y que se perdió una oportunidad de pactar soluciones urgentes.